# اسپاس بایراکتاروف
اسپاس بایراکتاروف (بلغاری: Спас Байрактаров؛ زادهٔ ۷ مهٔ ۱۹۸۸) بازیکن فوتبال اهل بلغارستان است.